# Leonardo Ramos (1989)
Leonardo Javier Ramos (Merlo, 21 agosto 1989) è un calciatore argentino, attaccante svincolato.